# اسنایدر (تگزاس)
اسنایدر، تگزاس(به انگلیسی: Snyder, Texas) شهری در ایالت تگزاس از ایالات جنوبی ایالات متحده آمریکا است. در سرشماری سال ۲۰۰۰، جمعیت این شهر ۱۰۷۸۳ نفر اعلام شد.

## نگارخانه

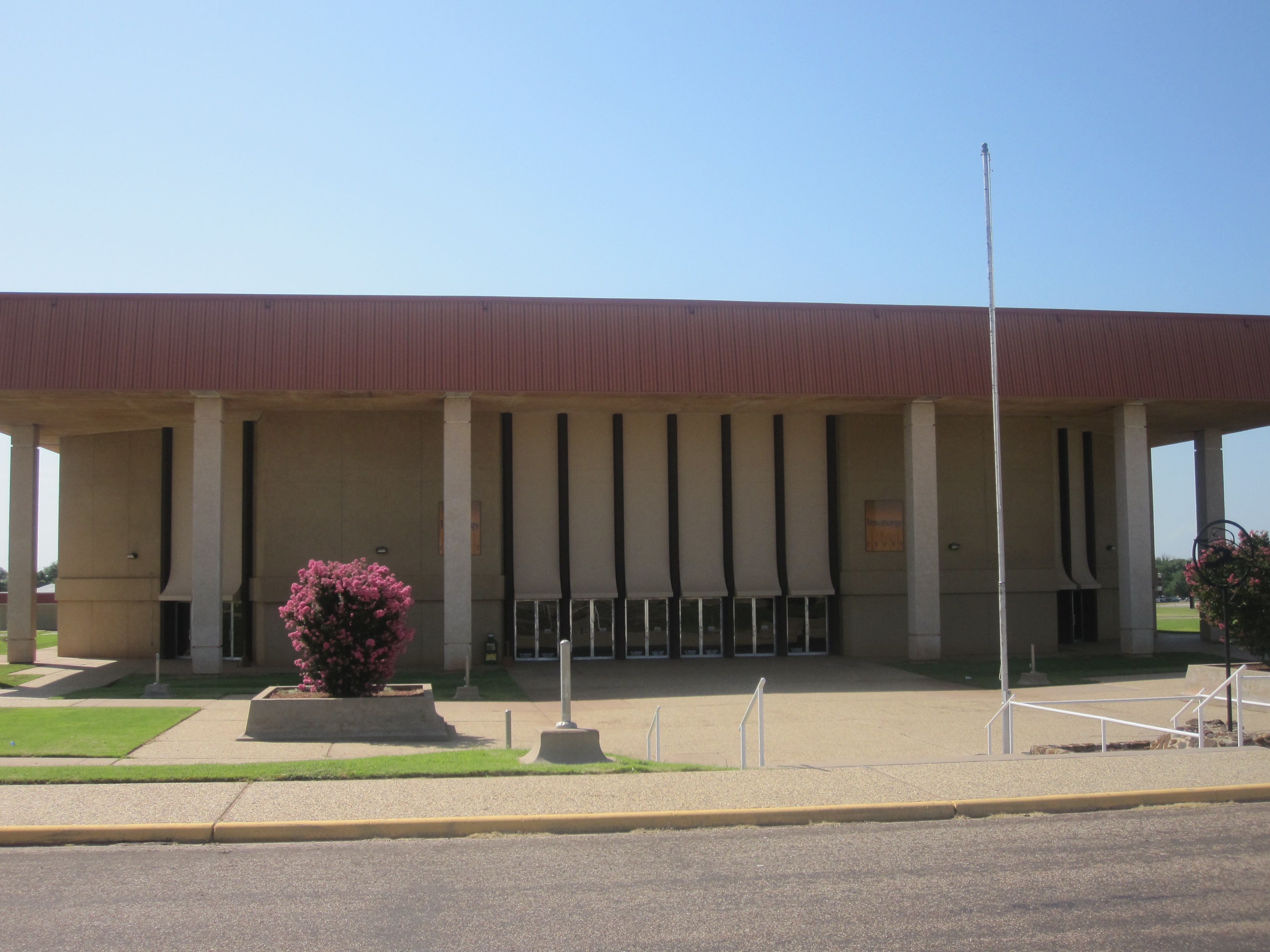
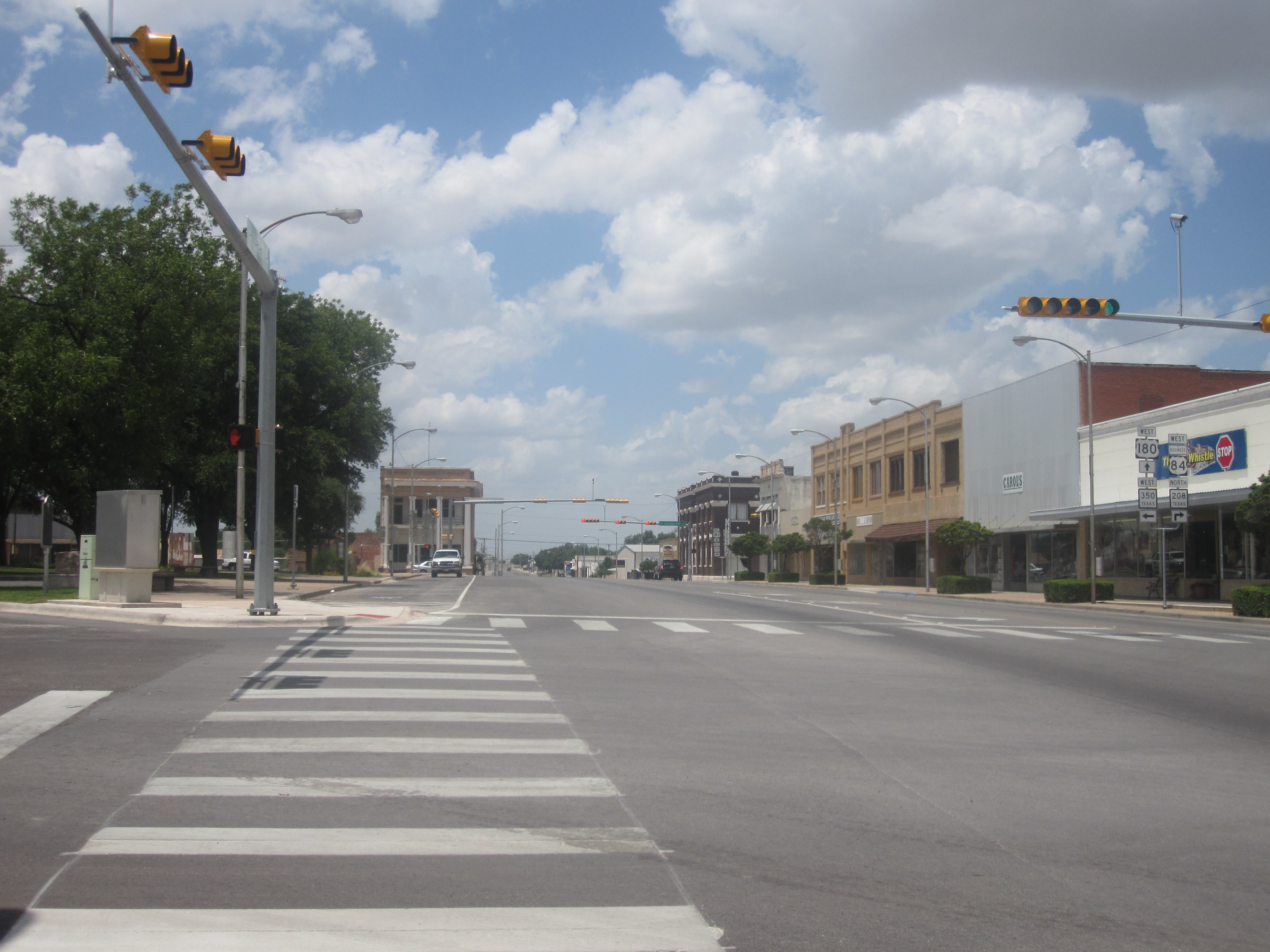
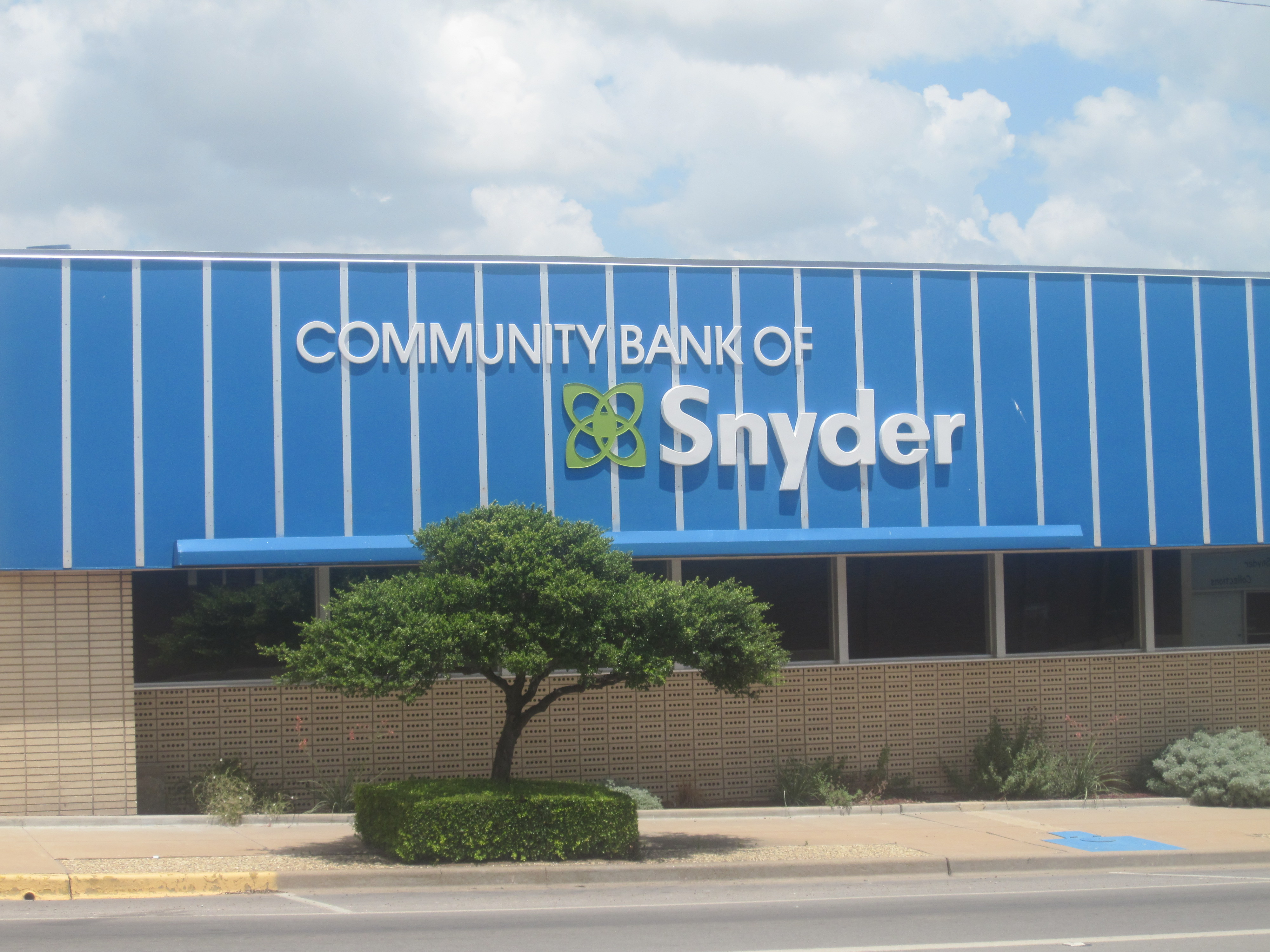
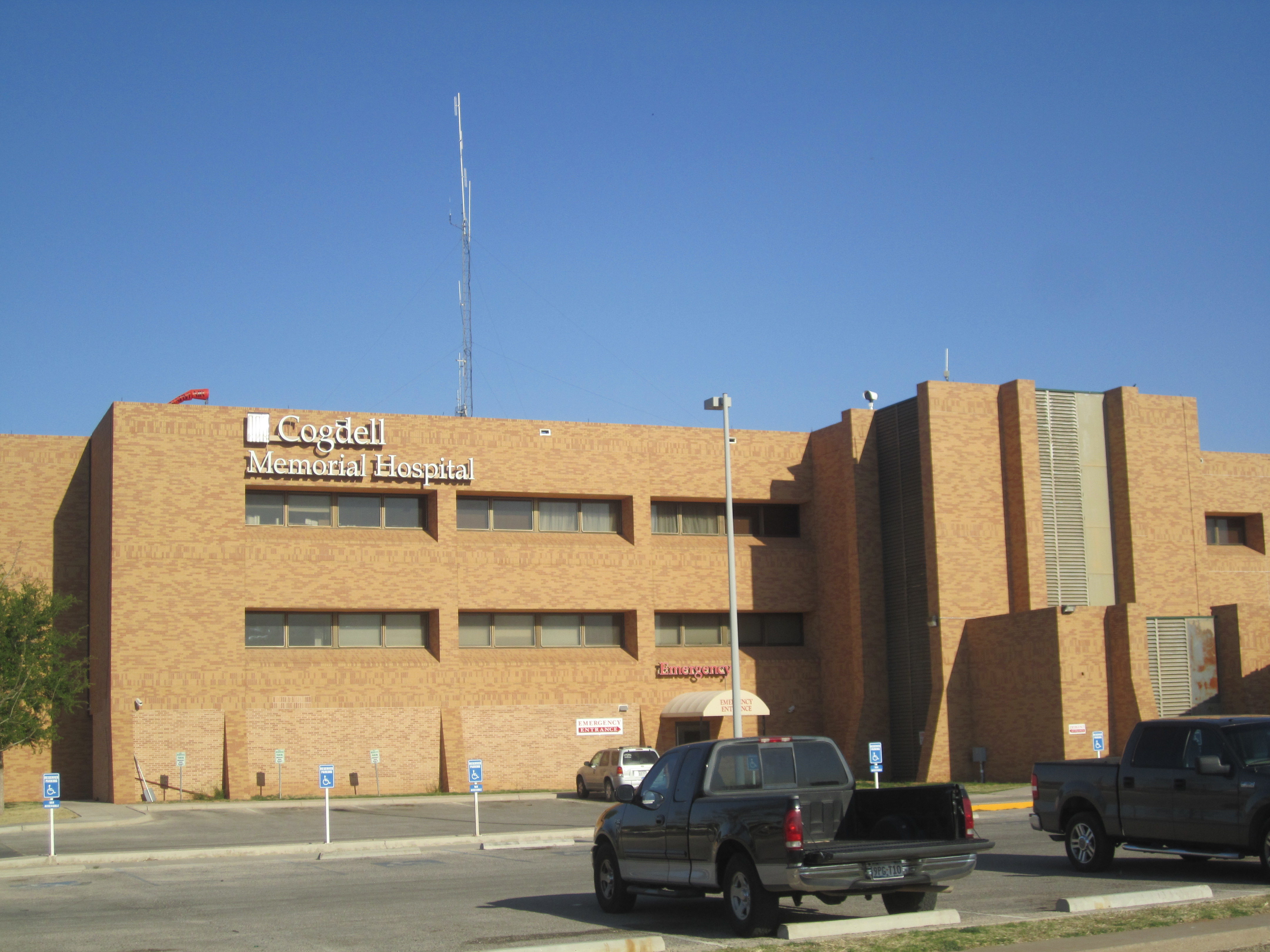
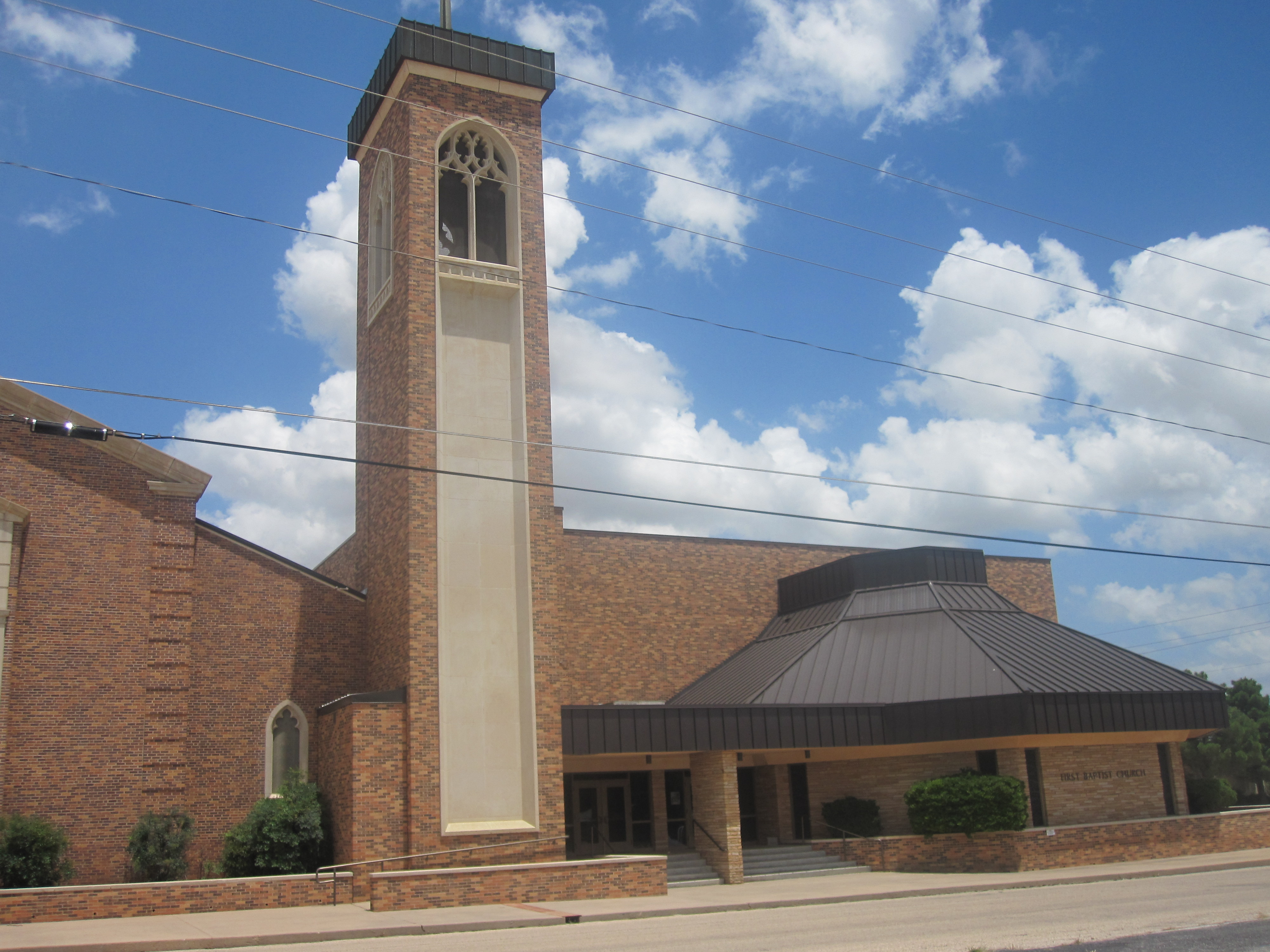
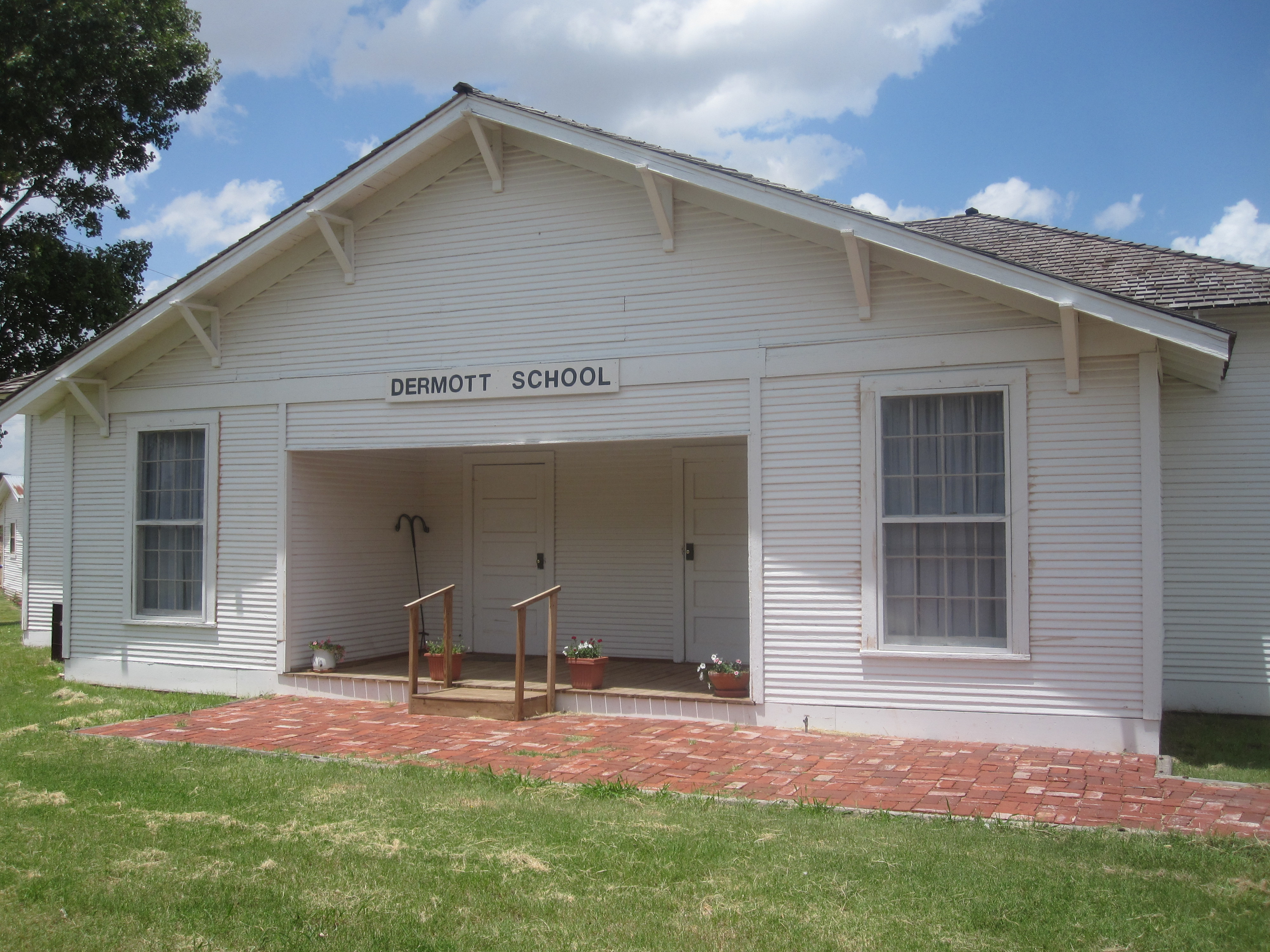
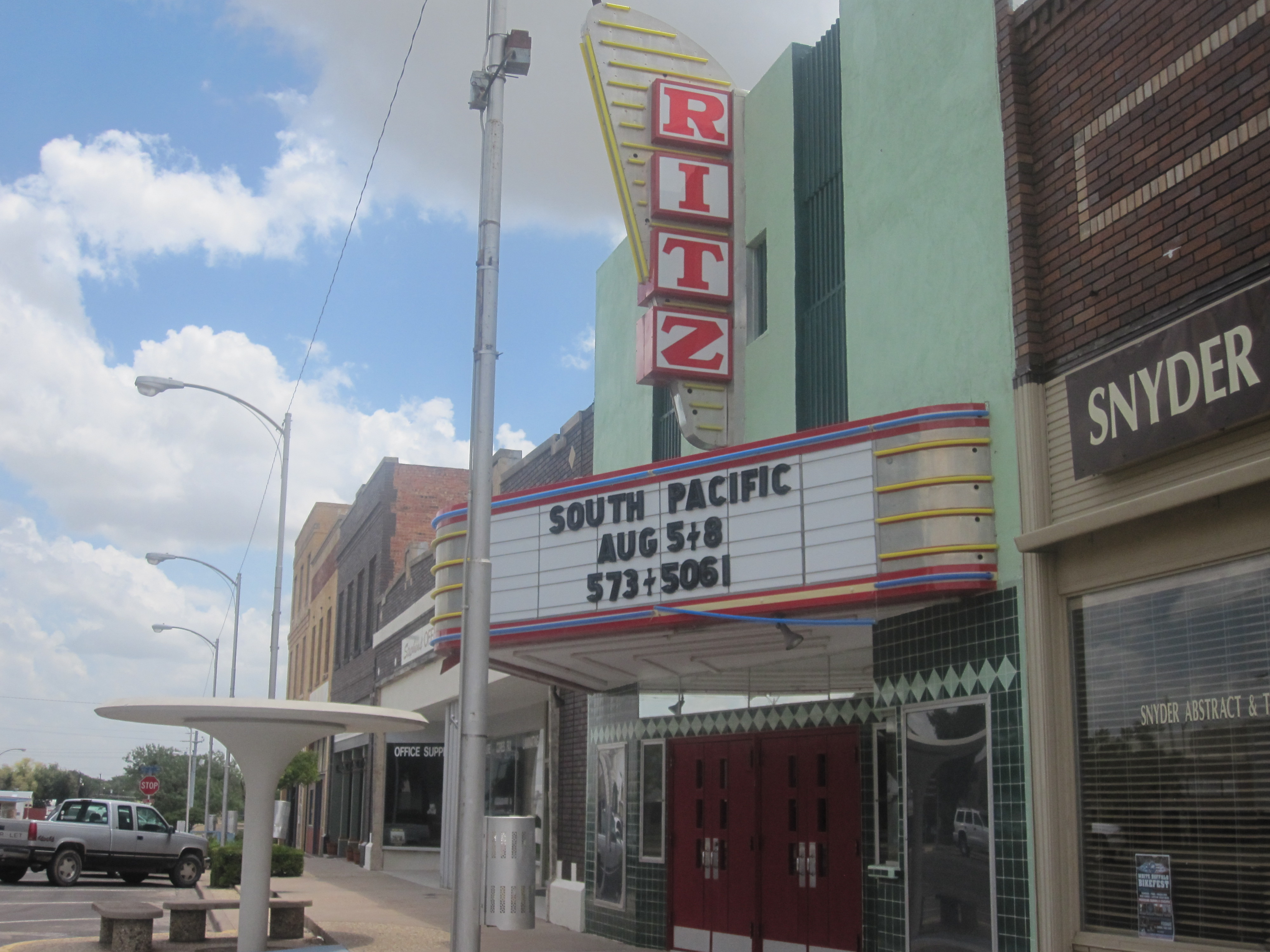
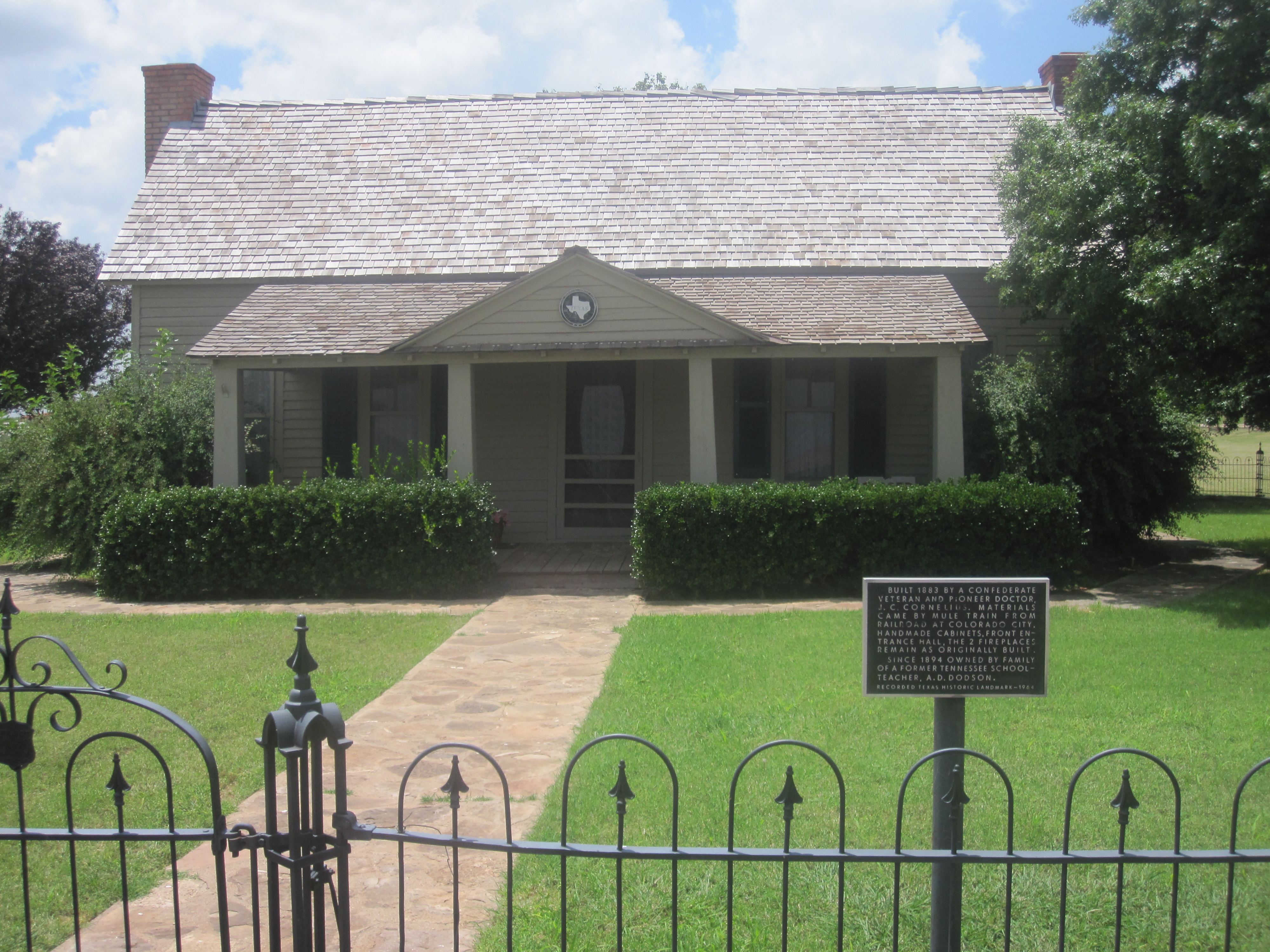